# Clinocera capicola
Clinocera capicola är en tvåvingeart som först beskrevs av Smith 1967.  Clinocera capicola ingår i släktet Clinocera och familjen dansflugor. Inga underarter finns listade i Catalogue of Life.